# Дебро
Дебро (словен. Debro) је насељено место у општини Лашко, Савињска регија, Словенија.

## Историја
До територијалне реорганизације у Словенији било је у саставу старе општине Лашко.

## Становништво
У попису становништва из 2011. године, Дебро је имало 165 становника.
| Број становника према пописима | Број становника према пописима | Број становника према пописима |
| ------------------------------ | ------------------------------ | ------------------------------ |
| 1991                           | 2002                           | 2011                           |
| 171                            | 158                            | 165                            |

Напомена: Године 1984. умањено за део насеља који је припојен насељу Лашко. Године 2010. извршена је мања размена територије између насеља Дебро и Лашко.